# Élections municipales de 2017 dans Papineau
Pour un article plus général, voir Élections municipales de 2017 en Outaouais.
Cet article concerne les élections municipales de 2017 en Outaouais dans la municipalité régionale de comté dans Papineau.

## Boileau
| Candidats pour la mairie       | Vote | %     |
| ------------------------------ | ---- | ----- |
| Robert Meyer                   | 138  | 48,25 |
| Diane Cossette                 | 78   | 27,27 |
| Michel Morency                 | 70   | 24,48 |
| Taux de participation : 60,7 % |      |       |

| Candidats conseiller #1 | Vote            | %               |
| ----------------------- | --------------- | --------------- |
| Wayne Conklin (Sortant) | Sans opposition | Sans opposition |

| Candidats conseiller #2 | Vote            | %               |
| ----------------------- | --------------- | --------------- |
| Marc Ballard            | Sans opposition | Sans opposition |

| Candidats conseiller #3 | Vote            | %               |
| ----------------------- | --------------- | --------------- |
| Marc St-Aubin           | Sans opposition | Sans opposition |

| Candidats conseiller #4 | Vote            | %               |
| ----------------------- | --------------- | --------------- |
| Cathy Viens             | Sans opposition | Sans opposition |

| Candidats conseiller #5 | Vote | %     |
| ----------------------- | ---- | ----- |
| Jean-Marc Chevalier     | 182  | 64,31 |
| Yan Montpetit (Sortant) | 101  | 35,69 |

| Candidats conseiller #6 | Vote            | %               |
| ----------------------- | --------------- | --------------- |
| Barbara Mapp            | Sans opposition | Sans opposition |

- Démission de Cathy Viens (conseillère #4) pour accepter le poste de directrice-générale et secrétaire-trésorière le 8 février 2018[1].
- Ronald Roberts siège au conseil à titre de conseiller #4 à partir du 11 avril 2018[2].

| Candidats conseiller #4 | Vote | % |
| ----------------------- | ---- | - |
| Ronald Roberts          |      |   |

- Démission de Ronald Roberts (conseiller #4) peu avant le 10 mars 2021[3].

## Bowman
| Candidats pour la mairie | Vote            | %               |
| ------------------------ | --------------- | --------------- |
| Pierre Labonté (Sortant) | Sans opposition | Sans opposition |

| Candidats conseiller #1   | Vote            | %               |
| ------------------------- | --------------- | --------------- |
| Jérôme Larocque (Sortant) | Sans opposition | Sans opposition |

| Candidats conseiller #2 | Vote | %     |
| ----------------------- | ---- | ----- |
| Denise Dubois           | 229  | 65,80 |
| Natacha Thibault        | 119  | 34,20 |

| Candidats conseiller #3    | Vote | %     |
| -------------------------- | ---- | ----- |
| Jacinthe Brière (Sortante) | 251  | 71,31 |
| Michel David               | 101  | 28,69 |

| Candidats conseiller #4 | Vote | %     |
| ----------------------- | ---- | ----- |
| Louise Peck             | 187  | 53,28 |
| Gaétan Bastien          | 164  | 46,72 |

| Candidats conseiller #5 | Vote | %     |
| ----------------------- | ---- | ----- |
| Gaston Donovan          | 272  | 78,39 |
| Guy Sanctuaire          | 75   | 21,61 |

| Candidats conseiller #6 | Vote | %     |
| ----------------------- | ---- | ----- |
| Stéphane Goulet         | 237  | 67,14 |
| Mario Thibault          | 116  | 32,86 |

## Chénéville
| Candidats pour la mairie       | Vote | %     |
| ------------------------------ | ---- | ----- |
| Gilles Tremblay (Sortant)      | 239  | 57,13 |
| Michel Fournier                | 179  | 42,69 |
| Taux de participation : 59,1 % |      |       |

| Candidats conseiller #1  | Vote            | %               |
| ------------------------ | --------------- | --------------- |
| Gaétan Labelle (Sortant) | Sans opposition | Sans opposition |

| Candidats conseiller #2        | Vote | %     |
| ------------------------------ | ---- | ----- |
| Nicole Proulx Viens (Sortante) | 243  | 59,41 |
| Daniel Lamoureux               | 166  | 40,59 |

| Candidats conseiller #3 | Vote | %     |
| ----------------------- | ---- | ----- |
| Maxime Proulx Cadieux   | 298  | 72,15 |
| Danielle Meunier        | 115  | 27,85 |

| Candidats conseiller #4 | Vote | %     |
| ----------------------- | ---- | ----- |
| Normand Bois (Sortant)  | 239  | 57,73 |
| Corine Dubois           | 175  | 42,27 |

| Candidats conseiller #5  | Vote | %     |
| ------------------------ | ---- | ----- |
| Sylvie Potvin (Sortante) | 230  | 55,56 |
| Paul Servant             | 184  | 44,44 |

| Candidats conseiller #6   | Vote            | %               |
| ------------------------- | --------------- | --------------- |
| Yves Laurendeau (Sortant) | Sans opposition | Sans opposition |

## Duhamel
| Candidats pour la mairie | Vote            | %               |
| ------------------------ | --------------- | --------------- |
| David Pharand (Sortant)  | Sans opposition | Sans opposition |

| Candidats conseiller #1 | Vote            | %               |
| ----------------------- | --------------- | --------------- |
| Marie-Céline Hébert     | Sans opposition | Sans opposition |

| Candidats conseiller #2 | Vote            | %               |
| ----------------------- | --------------- | --------------- |
| Gilles Payer (Sortant)  | Sans opposition | Sans opposition |

| Candidats conseiller #3  | Vote            | %               |
| ------------------------ | --------------- | --------------- |
| Gaétan Lalande (Sortant) | Sans opposition | Sans opposition |

| Candidats conseiller #4  | Vote | %     |
| ------------------------ | ---- | ----- |
| Michel Longtin (Sortant) | 224  | 68,92 |
| Jacques Pineault         | 101  | 31,08 |

| Candidats conseiller #5 | Vote            | %               |
| ----------------------- | --------------- | --------------- |
| Raymond Bisson          | Sans opposition | Sans opposition |

| Candidats conseiller #6 | Vote            | %               |
| ----------------------- | --------------- | --------------- |
| Noël Picard (Sortant)   | Sans opposition | Sans opposition |

## Fassett
| Candidats pour la mairie                  | Vote | %     |
| ----------------------------------------- | ---- | ----- |
| Éric Trépanier                            | 129  | 44,33 |
| Serge Gauthier (Sortant d'un autre poste) | 59   | 20,27 |
| Richard Dacier                            | 52   | 17,87 |
| Jose Lopes                                | 51   | 17,53 |
| Taux de participation : 70,6 %            |      |       |

| Candidats conseiller #1 | Vote            | %               |
| ----------------------- | --------------- | --------------- |
| Yannick Labrosse Legris | Sans opposition | Sans opposition |

| Candidats conseiller #2 | Vote | %     |
| ----------------------- | ---- | ----- |
| Josiane Charron         | 248  | 87,02 |
| Bernard Dufour          | 37   | 12,98 |

| Candidats conseiller #3  | Vote | %     |
| ------------------------ | ---- | ----- |
| Claude Joubert (Sortant) | 143  | 50,35 |
| Gabriel Rousseau         | 141  | 49,65 |

| Candidats conseiller #2 | Vote | %     |
| ----------------------- | ---- | ----- |
| Sylvain Bourque         | 177  | 61,89 |
| Marcel Lavergne         | 109  | 38,11 |

| Candidats conseiller #5 | Vote            | %               |
| ----------------------- | --------------- | --------------- |
| François Clermont       | Sans opposition | Sans opposition |

| Candidats conseiller #1  | Vote            | %               |
| ------------------------ | --------------- | --------------- |
| Jean-Yves Pagé (Sortant) | Sans opposition | Sans opposition |

- Élection partielle au poste de conseiller #1 le 5 août 2018[4]
  - Gabriel Rousseau est élu par acclamation[4]

| Candidats conseiller #1 | Vote            | %               |
| ----------------------- | --------------- | --------------- |
| Gabriel Rousseau        | Sans opposition | Sans opposition |

- Décès du maire Éric Trépanier dans un accident de travail en novembre 2019[5].
- Élection sans opposition du conseiller #5 François Clermont au poste de maire le 31 janvier 2020[5].

| Candidats pour la mairie | Vote            | %               |
| ------------------------ | --------------- | --------------- |
| François Clermont        | Sans opposition | Sans opposition |

- Départ de Sylvain Bourque (conseiller #4) peu avant le 19 mars 2020[6].

## Lac-Simon
| Partis                        | Partis                | Candidats pour la mairie | Vote | %     |
| ----------------------------- | --------------------- | ------------------------ | ---- | ----- |
|                               | Indépendant           | Jean-Paul Descoeurs      | 505  | 55,49 |
|                               | Équipe Jacques Maillé | Jacques Maillé           | 405  | 44,51 |
| Taux de participation : N/A % |                       |                          |      |       |

| Partis | Partis                | Candidats conseiller #1                   | Vote | %     |
| ------ | --------------------- | ----------------------------------------- | ---- | ----- |
|        | Indépendante          | Chantal Crête (Sortante d'un autre poste) | 533  | 59,35 |
|        | Équipe Jacques Maillé | Lucie Bélanger                            | 365  | 40,65 |

| Partis | Partis                | Candidats conseiller #2 | Vote | %     |
| ------ | --------------------- | ----------------------- | ---- | ----- |
|        | Indépendante          | Anik Bois               | 532  | 58,59 |
|        | Équipe Jacques Maillé | Monic Léger             | 376  | 41,41 |

| Partis | Partis                | Candidats conseiller #3                          | Vote | %     |
| ------ | --------------------- | ------------------------------------------------ | ---- | ----- |
|        | Indépendante          | Odette Hébert (Sortante)                         | 532  | 58,91 |
|        | Équipe Jacques Maillé | Louise Houle Richard (Sortante d'un autre poste) | 371  | 41,09 |

| Partis | Partis                | Candidats conseiller #4 | Vote | %     |
| ------ | --------------------- | ----------------------- | ---- | ----- |
|        | Indépendant           | Gilles Ladouceur        | 513  | 57,19 |
|        | Équipe Jacques Maillé | René Langevin           | 384  | 42,81 |

| Partis | Partis                | Candidats conseiller #5                     | Vote | %     |
| ------ | --------------------- | ------------------------------------------- | ---- | ----- |
|        | Indépendant           | Don Saliba                                  | 500  | 55,87 |
|        | Équipe Jacques Maillé | Gilles Robillard (Sortant d'un autre poste) | 395  | 44,13 |

| Partis | Partis                | Candidats conseiller #6                    | Vote | %     |
| ------ | --------------------- | ------------------------------------------ | ---- | ----- |
|        | Indépendant           | Jean-François David (Sortant)              | 562  | 61,89 |
|        | Équipe Jacques Maillé | Michel Lavigne (Sortante d'un autre poste) | 346  | 38,11 |

- Démission d'Odette Hébert (conseillère #3) le 3 avril 2020[7].

## Lac-des-Plages
| Partis                         | Partis        | Candidats pour la mairie                     | Vote | %     |
| ------------------------------ | ------------- | -------------------------------------------- | ---- | ----- |
|                                | Indépendant   | Louis Venne                                  | 143  | 37,73 |
|                                | Équipe Demers | Robert Demers                                | 120  | 31,66 |
|                                | Indépendante  | Claudette Molloy (Sortante d'un autre poste) | 46   | 12,14 |
|                                | Indépendante  | Louise Boudrias                              | 38   | 10,03 |
|                                | Indépendante  | Josée Simon (Sortante)                       | 32   | 8,44  |
| Taux de participation : 58,7 % |               |                                              |      |       |

| Partis | Partis        | Candidats conseiller #1 | Vote | %     |
| ------ | ------------- | ----------------------- | ---- | ----- |
|        | Indépendant   | Richard Jean            | 163  | 44,66 |
|        | Équipe Demers | Eva Marie Vigneault     | 124  | 33,97 |
|        | Indépendant   | Billi Michaud           | 78   | 21,37 |

| Partis | Partis        | Candidats conseiller #2 | Vote | %     |
| ------ | ------------- | ----------------------- | ---- | ----- |
|        | Indépendant   | Nancy Morais            | 205  | 55,11 |
|        | Équipe Demers | Luc Simard              | 110  | 29,57 |
|        | Indépendant   | Mario Belisle           | 37   | 9,95  |
|        | Indépendant   | Gilles Tremblay         | 20   | 5,38  |

| Partis | Partis        | Candidats conseiller #3 | Vote | %     |
| ------ | ------------- | ----------------------- | ---- | ----- |
|        | Indépendant   | Nancy McAuley           | 217  | 59,78 |
|        | Équipe Demers | Gilles Charest          | 146  | 40,22 |

| Partis | Partis        | Candidats conseiller #4 | Vote | %     |
| ------ | ------------- | ----------------------- | ---- | ----- |
|        | Équipe Demers | Normand Jolicoeur       | 192  | 52,46 |
|        | Indépendant   | André Vadnais           | 174  | 47,54 |

| Partis | Partis        | Candidats conseiller #5 | Vote | %     |
| ------ | ------------- | ----------------------- | ---- | ----- |
|        | Indépendant   | Pierre Boivin (Sortant) | 169  | 45,92 |
|        | Indépendante  | Marie-Josée Lauzon      | 102  | 27,72 |
|        | Équipe Demers | Michel Paquet           | 97   | 26,36 |

| Partis | Partis        | Candidats conseiller #6     | Vote | %     |
| ------ | ------------- | --------------------------- | ---- | ----- |
|        | Indépendante  | Christine Richer (Sortante) | 198  | 53,66 |
|        | Équipe Demers | Richard Larin               | 128  | 34,69 |
|        | Indépendant   | Patrick Parent              | 43   | 11,65 |

- Démission de Normand Jolicoeur (conseiller #4) le 30 juin 2020 pour cause de déménagement[8].

## Lochaber
| Candidats pour la mairie | Vote            | %               |
| ------------------------ | --------------- | --------------- |
| Alain Gamache (Sortant)  | Sans opposition | Sans opposition |

| Candidats conseiller #1                    | Vote            | %               |
| ------------------------------------------ | --------------- | --------------- |
| Claude Lefebvre (Sortant d'un autre poste) | Sans opposition | Sans opposition |

| Candidats conseiller #2                        | Vote            | %               |
| ---------------------------------------------- | --------------- | --------------- |
| Chantal Laviolette (Sortante d'un autre poste) | Sans opposition | Sans opposition |

| Candidats conseiller #3  | Vote            | %               |
| ------------------------ | --------------- | --------------- |
| Stefan Steiner (Sortant) | Sans opposition | Sans opposition |

| Candidats conseiller #4 | Vote            | %               |
| ----------------------- | --------------- | --------------- |
| Carole Touchette        | Sans opposition | Sans opposition |

| Candidats conseiller #5   | Vote            | %               |
| ------------------------- | --------------- | --------------- |
| Claude Péloquin (Sortant) | Sans opposition | Sans opposition |

| Candidats conseiller #6   | Vote            | %               |
| ------------------------- | --------------- | --------------- |
| Eric Thibaudeau (Sortant) | Sans opposition | Sans opposition |

## Lochaber-Partie-Ouest
| Candidats pour la mairie                 | Vote | %     |
| ---------------------------------------- | ---- | ----- |
| Pierre Renaud (Sortant d'un autre poste) | 221  | 53,13 |
| Jean-Pierre Girard (Sortant)             | 107  | 25,72 |
| François Mougeot                         | 88   | 21,15 |
| Taux de participation : 63,1 %           |      |       |

| Candidats conseiller #1 | Vote | %     |
| ----------------------- | ---- | ----- |
| Mario Mongeon (Sortant) | 246  | 58,43 |
| Martin Mcintyre         | 175  | 41,57 |

| Candidats conseiller #2 | Vote | %     |
| ----------------------- | ---- | ----- |
| Linda Cousineau         | 229  | 54,27 |
| Marc Lavoie             | 193  | 45,73 |

| Candidats conseiller #3 | Vote            | %               |
| ----------------------- | --------------- | --------------- |
| Francine Caron          | Sans opposition | Sans opposition |

| Candidats conseiller #4 | Vote            | %               |
| ----------------------- | --------------- | --------------- |
| Brigitte Legault        | Sans opposition | Sans opposition |

| Candidats conseiller #5 | Vote            | %               |
| ----------------------- | --------------- | --------------- |
| Jael Payer              | Sans opposition | Sans opposition |

| Candidats conseiller #6 | Vote            | %               |
| ----------------------- | --------------- | --------------- |
| Pierre Mudie            | Sans opposition | Sans opposition |

- Départ de Francine Caron (conseillère #3) au cours de l'année 2018.
- Guylaine Ouellet siège au conseil municipal au poste de conseillère #3 à partir du 10 juin 2020[9].

| Candidats conseiller #3 | Vote | %   |
| ----------------------- | ---- | --- |
| Guylaine Ouellet        | n/d  | n/d |

- Départ de Jaël Payer (conseiller #5) au début de l'année 2019.
- Sylvie Rossignole est élue par acclamation au poste de conseillère #5 en automne 2019[10]

| Candidats conseiller #5 | Vote            | %               |
| ----------------------- | --------------- | --------------- |
| Sylvie Rossignole       | Sans opposition | Sans opposition |

- Départ de Brigitte Legault (conseillère #4) à la fin de l'année 2019.
- Suzanne Caron siège au conseil municipal au poste de conseillère #4 à partir du 9 mars 2020[11].

| Candidats conseiller #4 | Vote | %   |
| ----------------------- | ---- | --- |
| Suzanne Caron           | n/d  | n/d |

## Mayo
| Candidats pour la mairie                   | Vote            | %               |
| ------------------------------------------ | --------------- | --------------- |
| Robert Bertrand (Sortant d'un autre poste) | Sans opposition | Sans opposition |

| Candidats conseiller #1         | Vote            | %               |
| ------------------------------- | --------------- | --------------- |
| Ian de Cotret Brazeau (Sortant) | Sans opposition | Sans opposition |

| Candidats conseiller #2 | Vote            | %               |
| ----------------------- | --------------- | --------------- |
| Renée Giroux (Sortante) | Sans opposition | Sans opposition |

| Candidats conseiller #3 | Vote | %     |
| ----------------------- | ---- | ----- |
| Alain Dupuis            | 142  | 74,74 |
| Valérie Paquette        | 48   | 25,26 |

| Candidats conseiller #4 | Vote            | %               |
| ----------------------- | --------------- | --------------- |
| Erin Kane               | Sans opposition | Sans opposition |

| Candidats conseiller #5 | Vote            | %               |
| ----------------------- | --------------- | --------------- |
| Guy M. Roussel          | Sans opposition | Sans opposition |

| Candidats conseiller #6   | Vote            | %               |
| ------------------------- | --------------- | --------------- |
| Pierre Robineau (Sortant) | Sans opposition | Sans opposition |

## Montebello
| Candidats pour la mairie                    | Vote            | %               |
| ------------------------------------------- | --------------- | --------------- |
| Martin Deschênes (Sortant d'un autre poste) | Sans opposition | Sans opposition |

| Candidats conseiller #1 | Vote            | %               |
| ----------------------- | --------------- | --------------- |
| Pierre Bertrand         | Sans opposition | Sans opposition |

| Candidats conseiller #2   | Vote            | %               |
| ------------------------- | --------------- | --------------- |
| Ginette Juteau (Sortante) | Sans opposition | Sans opposition |

| Candidats conseiller #3  | Vote            | %               |
| ------------------------ | --------------- | --------------- |
| Dean Johnstone (Sortant) | Sans opposition | Sans opposition |

| Candidats conseiller #4 | Vote | %     |
| ----------------------- | ---- | ----- |
| John Huneault           | 189  | 52,94 |
| Isabelle Yde            | 125  | 35,01 |
| Manon Giroux            | 43   | 12,04 |

| Candidats conseiller #5            | Vote | %     |
| ---------------------------------- | ---- | ----- |
| Jean-Christophe Chartrand-Gauthier | 196  | 53,70 |
| Huguette Durocher                  | 169  | 46,30 |

| Candidats conseiller #6        | Vote            | %               |
| ------------------------------ | --------------- | --------------- |
| Ronald Roland Giroux (Sortant) | Sans opposition | Sans opposition |

## Montpellier
| Candidats pour la mairie                      | Vote | %     |
| --------------------------------------------- | ---- | ----- |
| Stéphane Séguin (Sortant)                     | 437  | 68,07 |
| Valérie Pelletier (Sortante d'un autre poste) | 205  | 31,93 |
| Taux de participation : 61,5 %                |      |       |

| Candidats conseiller #1  | Vote | %     |
| ------------------------ | ---- | ----- |
| Bernard Riopel (Sortant) | 334  | 53,44 |
| Royal Ménard             | 291  | 46,56 |

| Candidats conseiller #2   | Vote | %     |
| ------------------------- | ---- | ----- |
| Diane Thibault (Sortante) | 438  | 71,80 |
| Marcel-Yves Ducharme      | 172  | 28,20 |

| Candidats conseiller #3    | Vote | %     |
| -------------------------- | ---- | ----- |
| Richard Strasbourg         | 317  | 50,32 |
| Michel Harrisson (Sortant) | 313  | 49,68 |

| Candidats conseiller #4 | Vote | %     |
| ----------------------- | ---- | ----- |
| Pier-Carl Bédard        | 272  | 43,17 |
| Richard Lévesque        | 219  | 34,76 |
| Louis Day               | 139  | 22,06 |

| Candidats conseiller #5    | Vote | %     |
| -------------------------- | ---- | ----- |
| Jean-Guy Périard (Sortant) | 399  | 64,46 |
| Madeleine Paquette         | 220  | 35,54 |

| Candidats conseiller #6 | Vote            | %               |
| ----------------------- | --------------- | --------------- |
| Ghislaine Jean          | Sans opposition | Sans opposition |

- Démission de Richard Strasbourg (conseiller #3) le 4 juillet 2018[12].
- Victor Boulay siège au conseil municipal à titre de conseiller #3 à partir du 3 décembre 2018[13].

| Candidats conseiller #3 | Vote | %   |
| ----------------------- | ---- | --- |
| Victor Boulay           | n/d  | n/d |

## Mulgrave-et-Derry
| Candidats pour la mairie | Vote            | %               |
| ------------------------ | --------------- | --------------- |
| Michael Kane (Sortant)   | Sans opposition | Sans opposition |

| Candidats conseiller #1 | Vote            | %               |
| ----------------------- | --------------- | --------------- |
| John Abraham (Sortant)  | Sans opposition | Sans opposition |

| Candidats conseiller #2  | Vote            | %               |
| ------------------------ | --------------- | --------------- |
| Roland Barnabé (Sortant) | Sans opposition | Sans opposition |

| Candidats conseiller #3   | Vote            | %               |
| ------------------------- | --------------- | --------------- |
| Charles Meunier (Sortant) | Sans opposition | Sans opposition |

| Candidats conseiller #4 | Vote            | %               |
| ----------------------- | --------------- | --------------- |
| Marimilie Lalonde       | Sans opposition | Sans opposition |

| Candidats conseiller #5 | Vote            | %               |
| ----------------------- | --------------- | --------------- |
| Gerald Teske (Sortant)  | Sans opposition | Sans opposition |

| Candidats conseiller #6   | Vote            | %               |
| ------------------------- | --------------- | --------------- |
| Marcel Beaubien (Sortant) | Sans opposition | Sans opposition |

## Namur
| Candidats pour la mairie | Vote            | %               |
| ------------------------ | --------------- | --------------- |
| Gilbert Dardel (Sortant) | Sans opposition | Sans opposition |

| Candidats conseiller #1   | Vote            | %               |
| ------------------------- | --------------- | --------------- |
| Martin Meilleur (Sortant) | Sans opposition | Sans opposition |

| Candidats conseiller #2 | Vote            | %               |
| ----------------------- | --------------- | --------------- |
| Guy Gauthier (Sortant)  | Sans opposition | Sans opposition |

| Candidats conseiller #3 | Vote | %     |
| ----------------------- | ---- | ----- |
| Sébastien Desormeaux    | 162  | 56,25 |
| Manon Bernard           | 126  | 43,75 |

| Candidats conseiller #4     | Vote | %     |
| --------------------------- | ---- | ----- |
| Fernand Gemme               | 180  | 62,28 |
| Marianne Labelle (Sortante) | 109  | 37,72 |

| Candidats conseiller #5 | Vote | %     |
| ----------------------- | ---- | ----- |
| Steve Leggett (Sortant) | 171  | 58,97 |
| Marie-Andrée Leblanc    | 119  | 41,03 |

| Candidats conseiller #6 | Vote            | %               |
| ----------------------- | --------------- | --------------- |
| Josée Dupuis (Sortante) | Sans opposition | Sans opposition |

- Démission de Fernand Gemme (conseiller #4) le 29 mai 2019[14].
- Sébastien Daudelin siège au conseil municipal au poste de conseiller #4 à partir du 13 septembre 2019[15].

| Candidats conseiller #4 | Vote | %   |
| ----------------------- | ---- | --- |
| Sébastien Daudelin      | n/d  | n/d |

## Notre-Dame-de-Bonsecours
| Candidats pour la mairie | Vote            | %               |
| ------------------------ | --------------- | --------------- |
| Carol Fortier (Sortant)  | Sans opposition | Sans opposition |

| Candidats conseiller #1 | Vote | %     |
| ----------------------- | ---- | ----- |
| Lucie Lavoie            | 73   | 52,14 |
| Gérald Geoffrion        | 67   | 47,86 |

| Candidats conseiller #2 | Vote | %     |
| ----------------------- | ---- | ----- |
| Denis Beauchamp         | 69   | 48,25 |
| Galia Vaillancourt      | 44   | 30,77 |
| Stéphanie Bélanger      | 30   | 20,98 |

| Candidats conseiller #3 | Vote            | %               |
| ----------------------- | --------------- | --------------- |
| Thomas Lavoie           | Sans opposition | Sans opposition |

| Candidats conseiller #4 | Vote            | %               |
| ----------------------- | --------------- | --------------- |
| France Nicolas          | Sans opposition | Sans opposition |

| Candidats conseiller #5  | Vote            | %               |
| ------------------------ | --------------- | --------------- |
| Guy Charlebois (Sortant) | Sans opposition | Sans opposition |

| Candidats conseiller #6  | Vote            | %               |
| ------------------------ | --------------- | --------------- |
| James Gauthier (Sortant) | Sans opposition | Sans opposition |

- Démission de Guy Charlebois (conseiller #5) le 1er avril 2018[16].
- Luc Beauchamp siège au conseil municipal au poste de conseiller #5 à partir du 17 juillet 2018 à la suite d'une élection partielle prévue pour le 10 juin 2018[16].

| Candidats conseiller #5 | Vote | %   |
| ----------------------- | ---- | --- |
| Luc Beauchamp           | n/d  | n/d |

## Notre-Dame-de-la-Paix
| Candidats pour la mairie       | Vote | %     |
| ------------------------------ | ---- | ----- |
| Simon Deschambault             | 165  | 52,05 |
| Daniel Bock (Sortant)          | 152  | 47,95 |
| Taux de participation : 57,9 % |      |       |

| Candidats conseiller #1 | Vote            | %               |
| ----------------------- | --------------- | --------------- |
| Mike Cloutier           | Sans opposition | Sans opposition |

| Candidats conseiller #2     | Vote            | %               |
| --------------------------- | --------------- | --------------- |
| Jean-Paul Rouleau (Sortant) | Sans opposition | Sans opposition |

| Candidats conseiller #3 | Vote            | %               |
| ----------------------- | --------------- | --------------- |
| Carol-Sue Ash           | Sans opposition | Sans opposition |

| Candidats conseiller #4 | Vote | %     |
| ----------------------- | ---- | ----- |
| Tommy Desjardins        | 206  | 66,88 |
| Céline Séguin Charron   | 103  | 33,12 |

| Candidats conseiller #5  | Vote            | %               |
| ------------------------ | --------------- | --------------- |
| Myriam Cabana (Sortante) | Sans opposition | Sans opposition |

| Candidats conseiller #6 | Vote | %     |
| ----------------------- | ---- | ----- |
| Monique Côté            | 193  | 61,27 |
| Andrée-Anne Bock        | 122  | 38,73 |

- Démission de Mike Cloutier (conseiller #1) en cours de mandat[17].
- Élection de Daniel Bock, ancien maire de 2001 à 2017 et candidat défait à la mairie en 2017, au poste de conseiller #1 en avril 2018[17].

| Candidats conseiller #1 | Vote | %   |
| ----------------------- | ---- | --- |
| Daniel Bock             | n/d  | n/d |

- Démission du maire Simon Deschambault en mai 2018[17].
- Élection partielle au poste de maire le 24 juin 2018[18].
  - Élection de M. François Gauthier au poste de maire avec une majorité de 154 votes[18].

| Candidats pour la mairie | Vote | %   |
| ------------------------ | ---- | --- |
| François Gauthier        | n/d  | n/d |

## Notre-Dame-de-la-Salette
| Candidats pour la mairie                  | Vote | %     |
| ----------------------------------------- | ---- | ----- |
| Denis Légaré (Sortant)                    | 205  | 51,51 |
| Étienne Morin (Sortante d'un autre poste) | 193  | 48,49 |
| Taux de participation : N/A %             |      |       |

| Candidats conseiller #1  | Vote            | %               |
| ------------------------ | --------------- | --------------- |
| Antonin Brunet (Sortant) | Sans opposition | Sans opposition |

| Candidats conseiller #2 | Vote | %     |
| ----------------------- | ---- | ----- |
| François Routhier       | 234  | 60,00 |
| Raymond Bérubé          | 156  | 40,00 |

| Candidats conseiller #3       | Vote | %     |
| ----------------------------- | ---- | ----- |
| Angèle Bastien                | 249  | 63,36 |
| Jean-Claude Boucher (Sortant) | 144  | 36,64 |

| Candidats conseiller #4 | Vote | %     |
| ----------------------- | ---- | ----- |
| Richard David (Sortant) | 233  | 59,90 |
| Yves Gingras            | 156  | 40,10 |

| Candidats conseiller #5 | Vote | %     |
| ----------------------- | ---- | ----- |
| Josée St-Louis          | 268  | 68,37 |
| Dany Bérubé             | 124  | 31,63 |

| Candidats conseiller #6 | Vote | %     |
| ----------------------- | ---- | ----- |
| Line Quevillon          | 251  | 64,36 |
| Denis Latour (Sortant)  | 139  | 35,64 |

- Démission de Josée St-Louis (conseillère #5) peu avant le 14 janvier 2019[19].
- Jean-Claude Boucher siège au conseil municipal au poste de conseiller #5 à partir du 3 juin 2019[20].

| Candidats conseiller #5 | Vote | %   |
| ----------------------- | ---- | --- |
| Jean-Claude Boucher     | n/d  | n/d |

## Papineauville
| Candidats pour la mairie      | Vote            | %               |
| ----------------------------- | --------------- | --------------- |
| Christian Beauchamp (Sortant) | Sans opposition | Sans opposition |

| Candidats conseiller #1  | Vote            | %               |
| ------------------------ | --------------- | --------------- |
| Michel Leblanc (Sortant) | Sans opposition | Sans opposition |

| Candidats conseiller #2 | Vote            | %               |
| ----------------------- | --------------- | --------------- |
| Paul Gagnon (Sortant)   | Sans opposition | Sans opposition |

| Candidats conseiller #3 | Vote | %     |
| ----------------------- | ---- | ----- |
| Daniel Malo             | 314  | 47,72 |
| Jean Perreault          | 190  | 28,88 |
| Sharron Blais           | 154  | 23,40 |

| Candidats conseiller #4 | Vote            | %               |
| ----------------------- | --------------- | --------------- |
| Alain Clément (Sortant) | Sans opposition | Sans opposition |

| Candidats conseiller #5   | Vote            | %               |
| ------------------------- | --------------- | --------------- |
| Laurent Clément (Sortant) | Sans opposition | Sans opposition |

| Candidats conseiller #6      | Vote            | %               |
| ---------------------------- | --------------- | --------------- |
| Jean-Yves Carrière (Sortant) | Sans opposition | Sans opposition |

## Plaisance
|             | Élection (2013)                                                                         | Dissolution (2017)                                                                      | Élection (2017)                                                                                  |
| Maire       | Paulette Lalande                                                                        | Christian Pilon                                                                         | Christian Pilon                                                                                  |
| Conseillers | Thierry Dansereau Daniel Séguin Nil Béland Luc Galarneau Christian Pilon Raymond Ménard | Thierry Dansereau Daniel Séguin Nil Béland Luc Galarneau Christian Pilon Raymond Ménard | Thierry Dansereau Daniel Séguin Micheline Cloutier Luc Galarneau Julien Chartrand Raymond Ménard |

| Candidats pour la mairie                   | Vote | %     |
| ------------------------------------------ | ---- | ----- |
| Christian Pilon (Sortant d'un autre poste) | 329  | 51,25 |
| Nil Béland (Sortant d'un autre poste)      | 313  | 48,75 |
| Taux de participation : 71,6 %             |      |       |

| Candidats conseiller #1     | Vote            | %               |
| --------------------------- | --------------- | --------------- |
| Thierry Dansereau (Sortant) | Sans opposition | Sans opposition |

| Candidats conseiller #2 | Vote            | %               |
| ----------------------- | --------------- | --------------- |
| Daniel Séguin (Sortant) | Sans opposition | Sans opposition |

| Candidats conseiller #3 | Vote | %     |
| ----------------------- | ---- | ----- |
| Micheline Cloutier      | 450  | 71,54 |
| Serge Déziel            | 179  | 28,46 |

| Candidats conseiller #4 | Vote            | %               |
| ----------------------- | --------------- | --------------- |
| Luc Galarneau (Sortant) | Sans opposition | Sans opposition |

| Candidats conseiller #5 | Vote            | %               |
| ----------------------- | --------------- | --------------- |
| Julien Chartrand        | Sans opposition | Sans opposition |

| Candidats conseiller #6  | Vote            | %               |
| ------------------------ | --------------- | --------------- |
| Raymond Ménard (Sortant) | Sans opposition | Sans opposition |

- Décès de Daniel Séguin (conseiller #2) peu avant la séance du 28 janvier 2019[21].
- Richard O'Reilly siège au conseil municipal à titre de conseiller #2 à partir du 1er avril 2019[22].

| Candidats conseiller #2 | Vote | %   |
| ----------------------- | ---- | --- |
| Richard O'Reilly        | n/d  | n/d |

- Démission de Julien Chartrand (conseiller #5) peu avant la séance du 3 septembre 2019 en raison de son déménagement hors de la municipalité[23].
- Élection de Miguel Dicaire au poste de conseiller #5 le 3 novembre 2019[24].

| Candidats conseiller #5 | Vote      | %         |
| ----------------------- | --------- | --------- |
| Miguel Dicaire          | 295       | 59,95     |
| Chantal Aubry           | 197       | 40,05     |
| Participation           | 494 / 914 | 494 / 914 |
| Taux de participation   | 54 %      | 54 %      |

- Départ de Raymond Ménard (conseiller #1) le 9 novembre 2020 après 23 années à occuper cette fonction[25].

## Ripon
| Partis                         | Partis             | Candidats pour la mairie                 | Vote | %     |
| ------------------------------ | ------------------ | ---------------------------------------- | ---- | ----- |
|                                | Indépendant        | Luc Desjardins (Sortant)                 | 565  | 66,00 |
|                                | Respect du citoyen | Jean Raynault (Sortant d'un autre poste) | 274  | 32,01 |
|                                | Indépendant        | Daniel Rochon                            | 17   | 1,99  |
| Taux de participation : 61,5 % |                    |                                          |      |       |

| Partis | Partis             | Candidats conseiller #1    | Vote | %     |
| ------ | ------------------ | -------------------------- | ---- | ----- |
|        | Indépendant        | Gilbert Brosseau (Sortant) | 558  | 66,59 |
|        | Respect du citoyen | Franck Bobe                | 280  | 33,41 |

| Partis | Partis      | Candidats conseiller #2 | Vote            | %               |
| ------ | ----------- | ----------------------- | --------------- | --------------- |
|        | Indépendant | Gilles Martel (Sortant) | Sans opposition | Sans opposition |

| Partis | Partis      | Candidats conseiller #3 | Vote | %     |
| ------ | ----------- | ----------------------- | ---- | ----- |
|        | Indépendant | Jean-Maurice Roy        | 500  | 60,90 |
|        | Indépendant | Merlin Wagner           | 321  | 39,10 |

| Partis | Partis             | Candidats conseiller #4  | Vote | %     |
| ------ | ------------------ | ------------------------ | ---- | ----- |
|        | Indépendant        | Michel Longpré (Sortant) | 493  | 58,76 |
|        | Respect du citoyen | Harold Wubbolts          | 346  | 41,24 |

| Partis | Partis      | Candidats conseiller #5    | Vote            | %               |
| ------ | ----------- | -------------------------- | --------------- | --------------- |
|        | Indépendant | Benoît Huberdeau (Sortant) | Sans opposition | Sans opposition |

| Partis | Partis       | Candidats conseiller #6  | Vote            | %               |
| ------ | ------------ | ------------------------ | --------------- | --------------- |
|        | Indépendante | Sylvie Poulin (Sortante) | Sans opposition | Sans opposition |

## Saint-André-Avellin
| Candidats pour la mairie       | Vote | %     |
| ------------------------------ | ---- | ----- |
| Jean-René Carrière             | 914  | 53,45 |
| Yves Destroismaisons           | 403  | 23,57 |
| Daniel Cooke                   | 214  | 12,51 |
| Richard Parent                 | 125  | 7,31  |
| Léopold St-Laurent             | 54   | 3,16  |
| Taux de participation : 55,9 % |      |       |

| Candidats conseiller #1 | Vote            | %               |
| ----------------------- | --------------- | --------------- |
| Michel Forget (Sortant) | Sans opposition | Sans opposition |

| Candidats conseiller #2 | Vote | %     |
| ----------------------- | ---- | ----- |
| Alexandre Lafleur       | 885  | 53,77 |
| Laurent Charron         | 761  | 46,23 |

| Candidats conseiller #3 | Vote            | %               |
| ----------------------- | --------------- | --------------- |
| Marc Ménard (Sortant)   | Sans opposition | Sans opposition |

| Candidats conseiller #4      | Vote | %     |
| ---------------------------- | ---- | ----- |
| Lorraine Labrosse (Sortante) | 950  | 57,19 |
| Mireille Dupuis              | 711  | 42,81 |

| Candidats conseiller #5  | Vote | %     |
| ------------------------ | ---- | ----- |
| Michel Hay               | 887  | 53,69 |
| Lucie Lalonde (Sortante) | 765  | 46,31 |

| Candidats conseiller #6 | Vote            | %               |
| ----------------------- | --------------- | --------------- |
| Sophie Lamoureux        | Sans opposition | Sans opposition |

- Constatation de la vacance d'Alexandre Lafleur au poste de conseiller #2 le 14 janvier 2019 après une absence du conseil depuis le 2 octobre 2018[26].
- Élection de Réal Ducharme au poste de conseiller #2 le 7 juin 2019[27],[28].

| Candidats conseiller #2 | Vote | %   |
| ----------------------- | ---- | --- |
| Réal Ducharme           | n/d  | n/d |
| Mireille Dupuis         | n/d  | n/d |
| Lucie Lalonde           | n/d  | n/d |

## Saint-Sixte
| Candidats pour la mairie | Vote            | %               |
| ------------------------ | --------------- | --------------- |
| André Bélisle (Sortant)  | Sans opposition | Sans opposition |

| Candidats conseiller #1   | Vote            | %               |
| ------------------------- | --------------- | --------------- |
| Rodrigue Boivin (Sortant) | Sans opposition | Sans opposition |

| Candidats conseiller #2      | Vote            | %               |
| ---------------------------- | --------------- | --------------- |
| Jean-Maurice Leduc (Sortant) | Sans opposition | Sans opposition |

| Candidats conseiller #3               | Vote | %     |
| ------------------------------------- | ---- | ----- |
| Gertrude Blackned-Cavalier (Sortante) | 137  | 62,56 |
| Roxanne Clément Lanthier              | 82   | 37,44 |

| Candidats conseiller #4 | Vote | %     |
| ----------------------- | ---- | ----- |
| Philippe Boileau        | 169  | 78,60 |
| Gaetan Belanger         | 46   | 21,40 |

| Candidats conseiller #5      | Vote            | %               |
| ---------------------------- | --------------- | --------------- |
| Rodolphe Dumouchel (Sortant) | Sans opposition | Sans opposition |

| Candidats conseiller #6   | Vote | %     |
| ------------------------- | ---- | ----- |
| Isabelle Fortin-Bélanger  | 137  | 63,13 |
| Sylvie Philippe Robillard | 80   | 36,87 |

- Yvon Landry remplace Jean-Maurice Leduc au poste de conseiller #2 en cours de mandat.
- Matthew MacDonald-Charbonneau remplace Rodolphe Dumouchel au poste de conseiller #5 en cours de mandat.

## Saint-Émile-de-Suffolk
| Candidats pour la mairie       | Vote | %     |
| ------------------------------ | ---- | ----- |
| Hugo Desormeaux (Sortant)      | 170  | 72,34 |
| Benoit Dufour                  | 39   | 16,60 |
| Stéphane Messier               | 26   | 11,06 |
| Taux de participation : 51,5 % |      |       |

| Candidats conseiller #1  | Vote            | %               |
| ------------------------ | --------------- | --------------- |
| Jacques Proulx (Sortant) | Sans opposition | Sans opposition |

| Candidats conseiller #2      | Vote            | %               |
| ---------------------------- | --------------- | --------------- |
| Louise Boudreault (Sortante) | Sans opposition | Sans opposition |

| Candidats conseiller #3 | Vote            | %               |
| ----------------------- | --------------- | --------------- |
| Pierre Bérubé (Sortant) | Sans opposition | Sans opposition |

| Candidats conseiller #4 | Vote            | %               |
| ----------------------- | --------------- | --------------- |
| Serge Morin (Sortant)   | Sans opposition | Sans opposition |

| Candidats conseiller #5 | Vote            | %               |
| ----------------------- | --------------- | --------------- |
| Michel Bisson (Sortant) | Sans opposition | Sans opposition |

| Candidats conseiller #6 | Vote            | %               |
| ----------------------- | --------------- | --------------- |
| Marie Andrée Leduc      | Sans opposition | Sans opposition |

## Thurso
| Candidats pour la mairie | Vote            | %               |
| ------------------------ | --------------- | --------------- |
| Benoit Lauzon (Sortant)  | Sans opposition | Sans opposition |

| Candidats conseiller #1 | Vote | %     |
| ----------------------- | ---- | ----- |
| Michael Benedict        | 561  | 56,67 |
| Mario St-Jacques        | 429  | 43,33 |

| Candidats conseiller #2 | Vote            | %               |
| ----------------------- | --------------- | --------------- |
| Jean Lanthier (Sortant) | Sans opposition | Sans opposition |

| Candidats conseiller #3  | Vote            | %               |
| ------------------------ | --------------- | --------------- |
| Jason Carrière (Sortant) | Sans opposition | Sans opposition |

| Candidats conseiller #4 | Vote            | %               |
| ----------------------- | --------------- | --------------- |
| Robin Pilon             | Sans opposition | Sans opposition |

| Candidats conseiller #5   | Vote            | %               |
| ------------------------- | --------------- | --------------- |
| Hélène Laprade (Sortante) | Sans opposition | Sans opposition |

| Candidats conseiller #6 | Vote | %     |
| ----------------------- | ---- | ----- |
| Mélanie Boyer           | 747  | 74,92 |
| Fernande L. Lalonde     | 250  | 25,08 |

## Val-des-Bois
|             | Élection (2013)                                                                                       | Dissolution (2017)                                                                                     | Élection (2017)                                                                                        |
| Maire       | Daniel Rochon                                                                                         | Roland Montpetit                                                                                       | Roland Montpetit                                                                                       |
| Conseillers | Diane B. Martin Sandra Dicaire Carole Charbonneau Roland Montpetit Roger Laurent Jean-Claude Larocque | Francine Ouellet-Marcoux Sandra Dicaire Janie Vallée Jean Laniel Clément Larocque Jean-Claude Larocque | Francine Ouellet-Marcoux Sandra Dicaire Janie Vallée Jean Laniel Clément Larocque Jean-Claude Larocque |

| Candidats pour la mairie      | Vote | %     |
| ----------------------------- | ---- | ----- |
| Roland Montpetit (Sortant)    | 370  | 79,40 |
| Claude Dupont                 | 96   | 20,60 |
| Taux de participation : N/A % |      |       |

| Candidats conseiller #1  | Vote            | %               |
| ------------------------ | --------------- | --------------- |
| Francine Ouellet-Marcoux | Sans opposition | Sans opposition |

| Candidats conseiller #2   | Vote | %     |
| ------------------------- | ---- | ----- |
| Sandra Dicaire (Sortante) | 342  | 74,67 |
| Ronald Thibault           | 116  | 25,33 |

| Candidats conseiller #3 | Vote            | %               |
| ----------------------- | --------------- | --------------- |
| Janie Vallée            | Sans opposition | Sans opposition |

| Candidats conseiller #4 | Vote            | %               |
| ----------------------- | --------------- | --------------- |
| Jean Laniel             | Sans opposition | Sans opposition |

| Candidats conseiller #5 | Vote            | %               |
| ----------------------- | --------------- | --------------- |
| Clément Larocque        | Sans opposition | Sans opposition |

| Candidats conseiller #6        | Vote | %     |
| ------------------------------ | ---- | ----- |
| Jean-Claude Larocque (Sortant) | 246  | 54,07 |
| Claude Sarrazin                | 209  | 45,93 |

- Démission de Sandra Dicaire (conseillère #2) peu avant le 18 septembre 2018[29].
- Adolf Hilgendorff siège au conseil municipal au poste de conseiller #2 dès le 18 décembre 2018[30].

| Candidats conseiller #2 | Vote | %   |
| ----------------------- | ---- | --- |
| Adolf Hilgendorff       | n/d  | n/d |

- Démission de Jean-Claude Larocque (conseiller #6) peu avant le 3 décembre 2019[31].
- Départ de Janie Vallée (conseillère #3) à la fin 2019 ou début 2020.
- Maurice Brière et Jessica Maheu siègent au conseil municipal respectivement au poste de conseiller #3 et de conseillère #6 dès le 3 mars 2020[32].

| Candidats conseiller #3 | Vote | %   |
| ----------------------- | ---- | --- |
| Maurice Brière          | n/d  | n/d |

| Candidats conseiller #6 | Vote | %   |
| ----------------------- | ---- | --- |
| Jessica Maheu           | n/d  | n/d |

- Démission de Francine Marcoux (conseillère #1) peu avant le 25 septembre 2020[33].